# Tange Sazen
Sazen Tange (丹下 左膳, Tange Sazen) est un personnage de fiction de la littérature et du cinéma japonais. Le personnage désigne un samouraï du clan Sōma qui perd un œil et un bras à la suite d'une trahison et vit après cela comme un rōnin nihiliste en utilisant le pseudonyme « Sazen ».

## Présentation

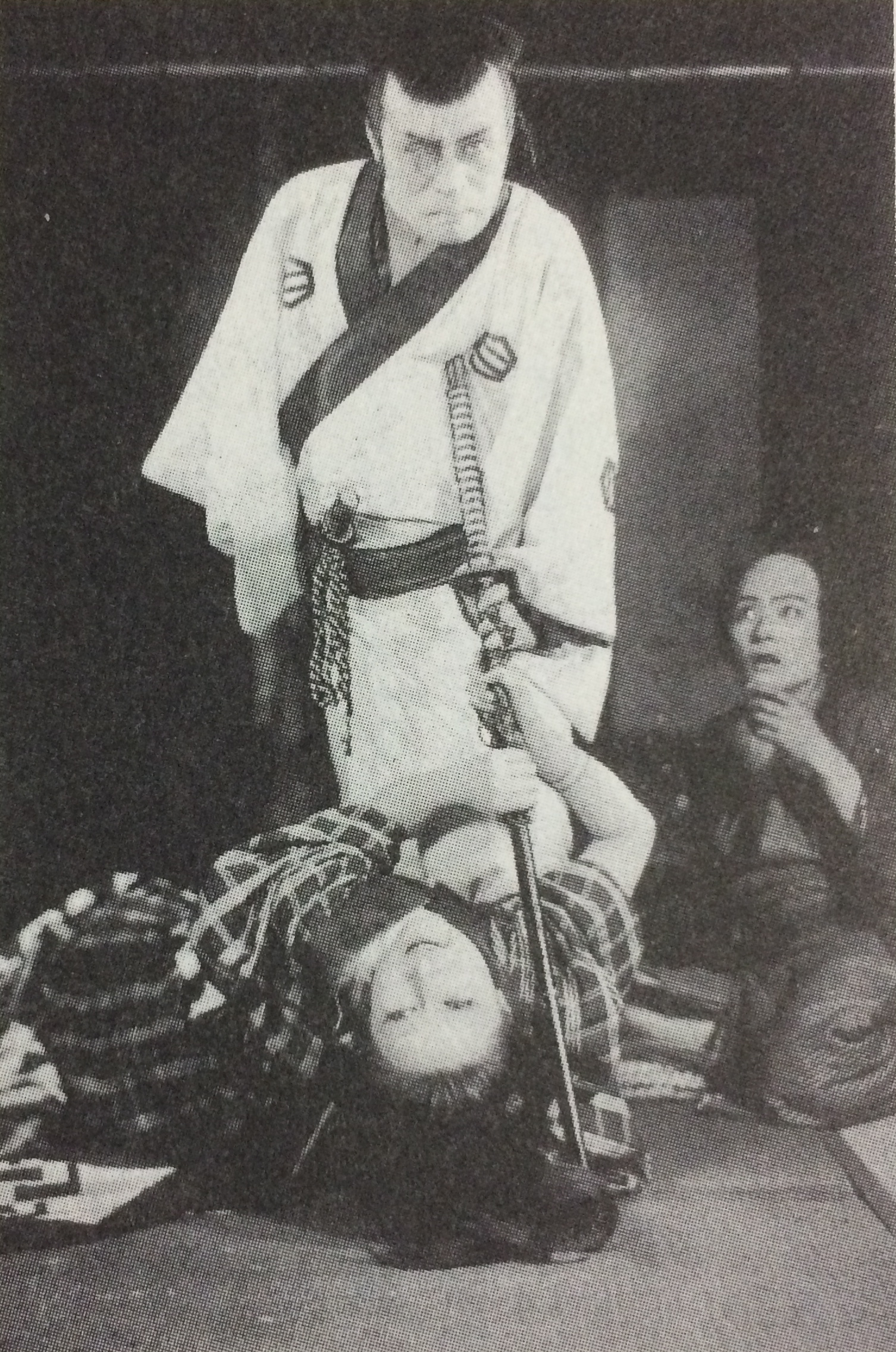
Denjirō Ōkōchi (1928).

Tange Sazen apparaît pour la première fois sous la plume de Hayashi Fubō — écrivain prolifique prématurément mort d'une crise cardiaque à 35 ans — comme personnage secondaire dans le roman Shinpan Ōoka seidan (ja) qui décrit les exploits du magistrat Ōoka Echizen, publié en feuilleton d'octobre 1927 à mai 1928 dans les pages du Mainichi Shinbun,. Hayashi Fubō s'inspire pour ce personnage d'un véritable samouraï handicapé du clan Date en recueillant des détails historiques auprès d'un spécialiste du jidai mono.
Personnage secondaire à la base, Tagen Sazen fascine les lecteurs du journal grâce aux illustrations de Tomiya Oda (ja) qui exaltent son « côté diabolique », si bien que Hayashi Fubō développe le personnage dans ses écrits tout en conservant une part de mystère quant à ses origines. Au début Tange Sazen est donc un personnage plutôt négatif, dont les difformités induisaient une nature intrinsèquement diabolique, dépeint comme un samouraï incapable de contrôler ses émotions.
Tagen Sazen devient si populaire auprès du public que trois sociétés de production — Tōa Kinema (ja), Makino Production (ja) et Nikkatsu — réalisent conjointement des films à suite de ses aventures en 1928, les plus populaires d'entre eux sont dirigés par Daisuke Itō à la Nikkatsu, avec Denjirō Ōkōchi en vedette. Itō modifie quelque peu le personnage pour en faire le héros de sa trilogie, Tagen Sazen devient un samouraï que la trahison de son maître conduit à la folie et à l'accomplissement d'une meurtrière vengeance avec l'appui tacite du magistrat Ōoka Echizen. Il va au bout du caractère tragique du personnage en concluant son récit par son suicide.
En 1935, le film Le Pot d'un million de ryō devait initialement être réalisé par Daisuke Itō, mais le projet est soudainement confié à Sadao Yamanaka car Itō quitte la Nikkatsu pour la Daiichi Eiga. Sadao Yamanaka adopte un style complètement différent de son prédécesseur et présente Denjirō Ōkōchi dans le rôle d'un Tange Sazen comique, parodie du personnage original. Le « monstre Sazen » devient un gentil qui aime les enfants, ce dont il a honte, si bien qu'il joue les durs pour essayer de montrer à la femme avec qui il vit qu'il les déteste.
Après la mort de Hayashi Fubō en 1935, l'écrivain et scénariste Matsutarō Kawaguchi prend la relève et couche sur le papier les péripéties qui ont pu amener Tange Sazen à perdre son bras et son œil. Tange Sazen doit ses mutilations à un double sabre que son maître lui a ordonné de retrouver et qui envoûte peu à peu son esprit. Recueilli et soigné par une jeune femme, il devient dès lors un rōnin, paria de la société féodale et finalement un « yakuza justicier ». 
De nombreux acteurs ont incarné Tange Sazen au cinéma dont Denjirō Ōkōchi, Kanjūrō Arashi, Tsumasaburō Bandō, Ryūtarō Ōtomo, Ryūnosuke Tsukigata, Kinnosuke Nakamura et Tetsurō Tanba,.
Komako Hara interprète également une Sazen féminine dans deux films sortis en 1937.

## Au cinéma

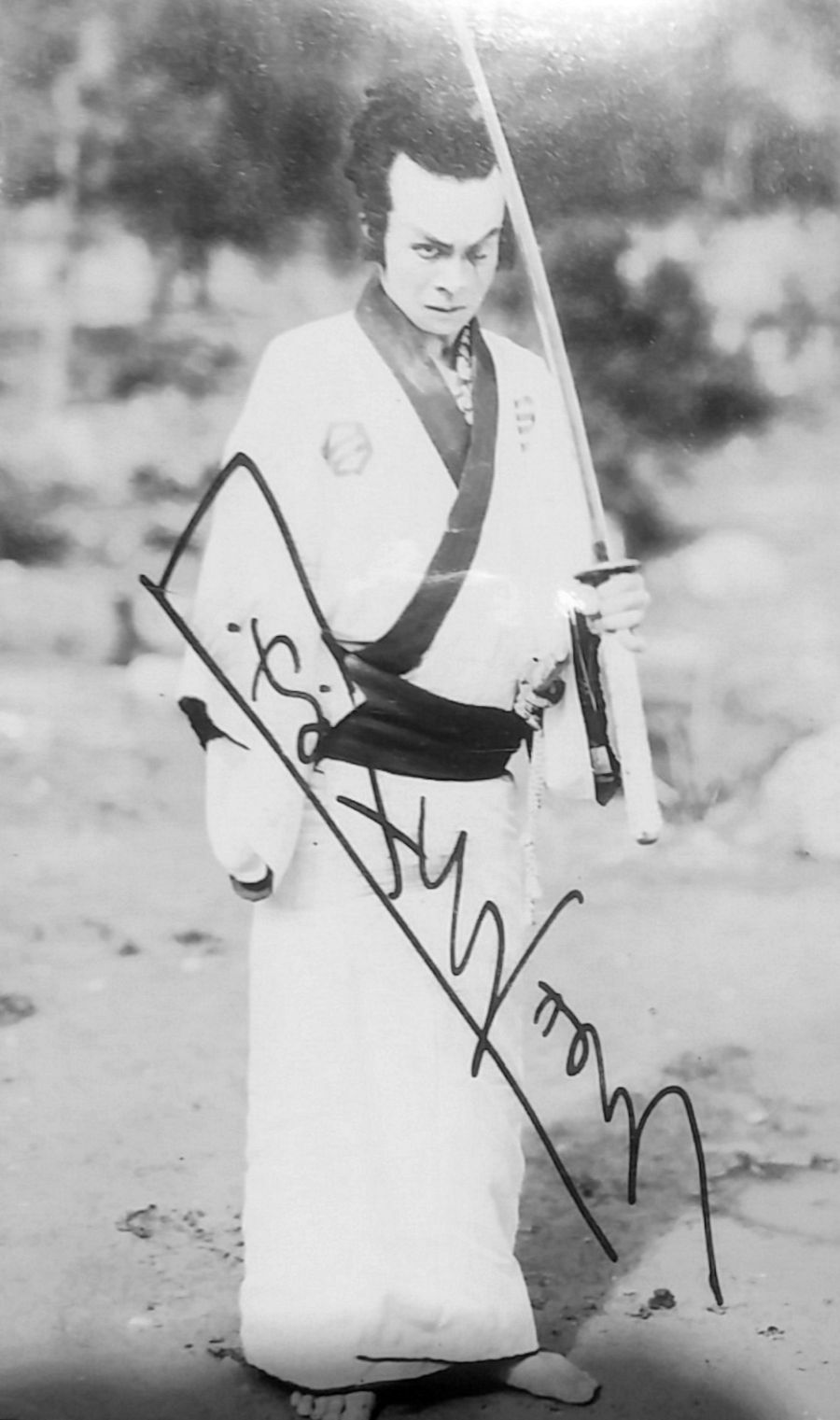
(1928).

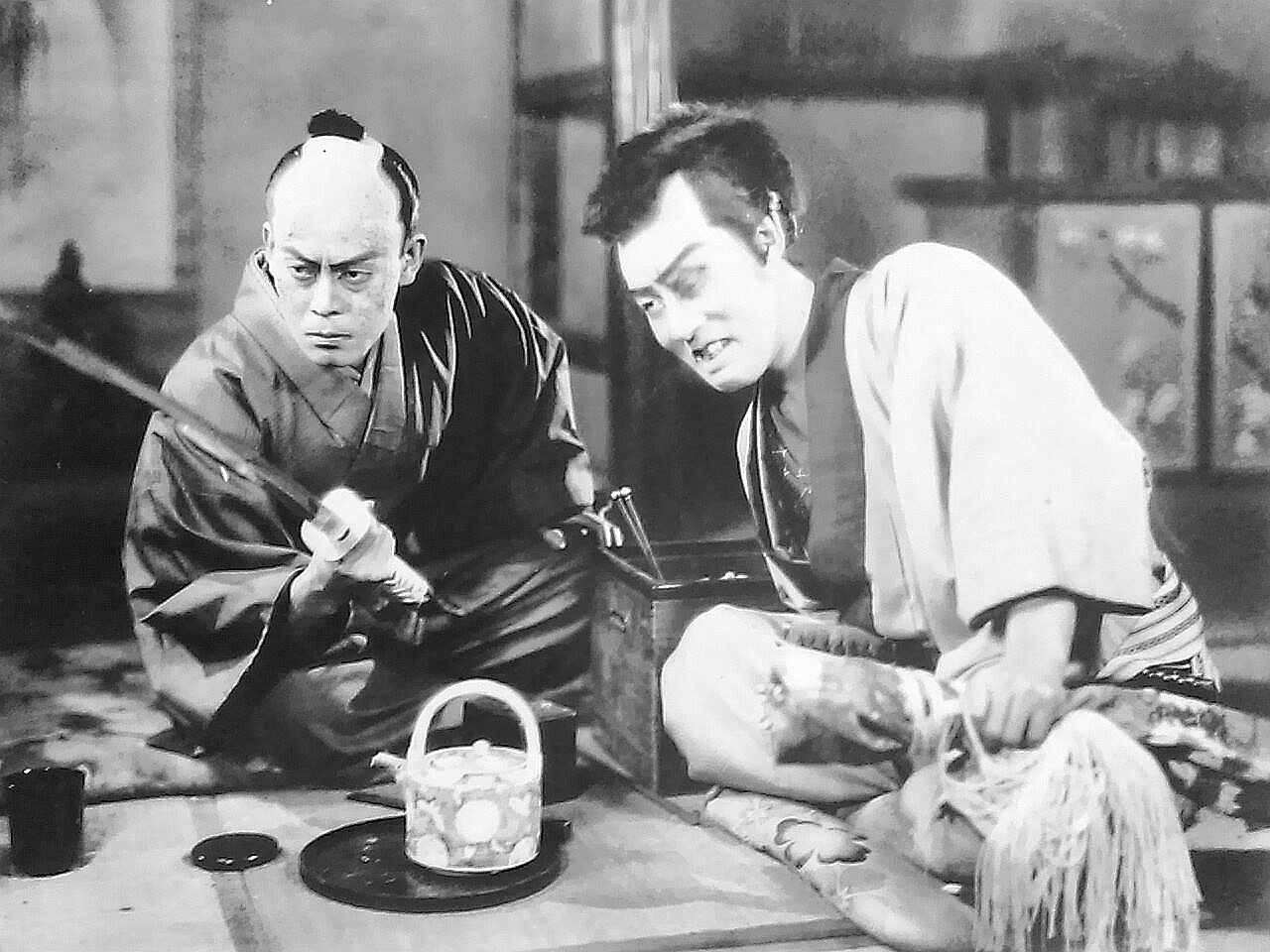
Reisaburō Yamamoto et Kanjūrō Arashi dans Shinban Ōoka seidan (1928).

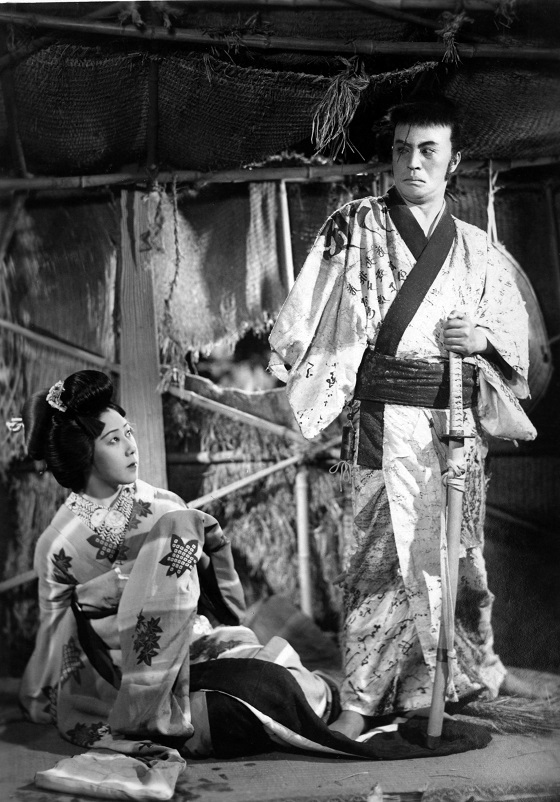
Isuzu Yamada et Denjirō Ōkōchi dans Tange Sazen I (1933).

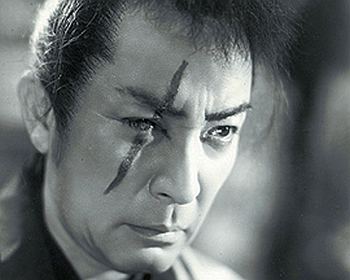
Tsumasaburō Bandō dans Tange Sazen (1952).

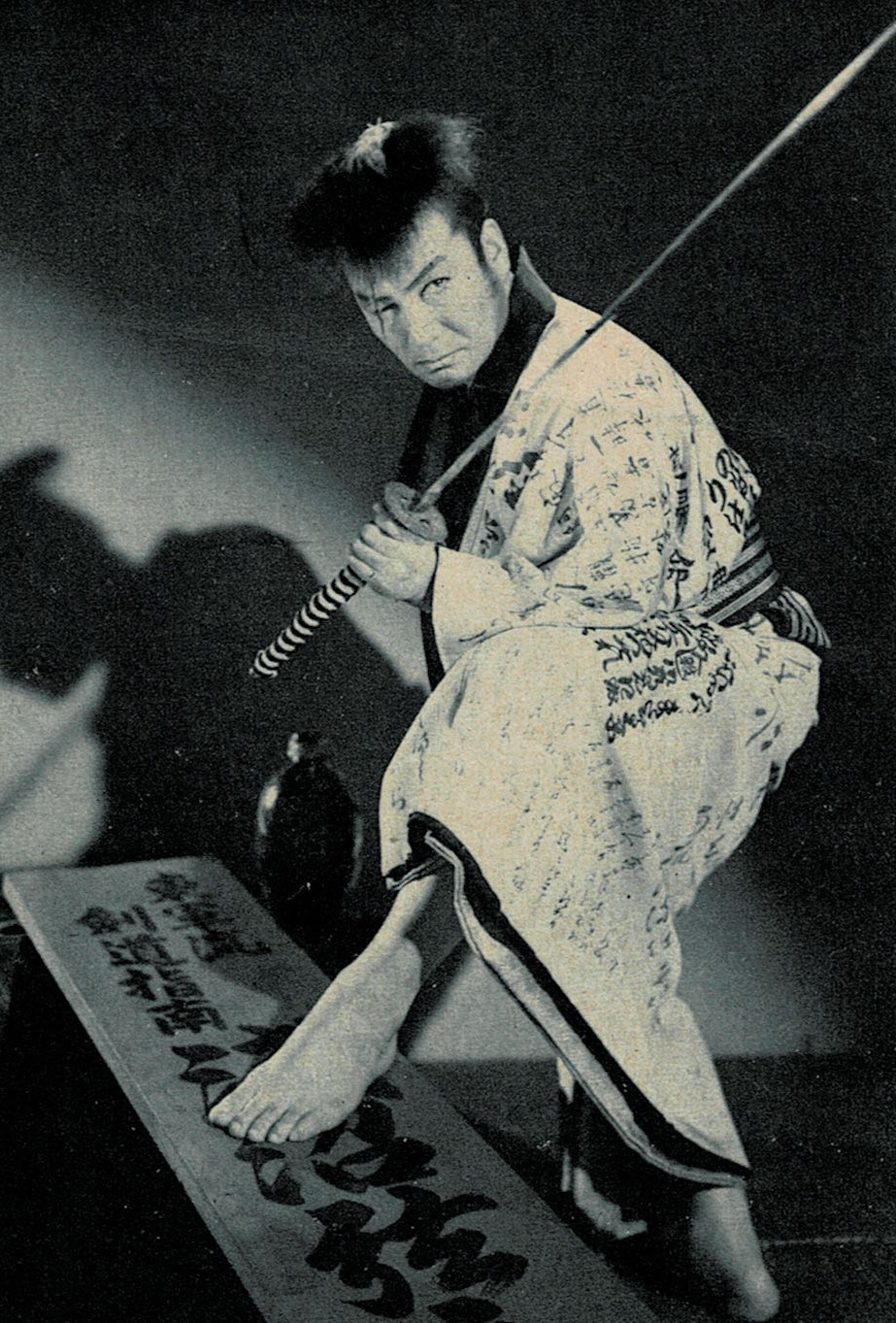
Ryūtarō Ōtomo dans Tange Sazen (1958).

- Avec Tokumaro Dan (ja) dans le rôle de Tange Sazen :
  - 1928 : Shinban Ōoka seidan - Zenpen: Suzukawa Genjūrō no maki (新版大岡政談 前篇 鈴川源十郎の巻?) de Gorō Hirose (ja)[6]
  - 1928 : Shinban Ōoka seidan - Chūhen (新版大岡政談 中篇?) de Gorō Hirose (ja)[7]
  - 1928 : Shinban Ōoka seidan - Kōhen (新版大岡政談 後篇?) de Gorō Hirose (ja)

- Avec Kanjūrō Arashi dans le rôle de Tange Sazen :
  - 1928 : Shinban Ōoka seidan - Zenpen (新版大岡政談 前篇?) de Buntarō Futagawa
  - 1928 : Shinban Ōoka seidan - Chūhen (新版大岡政談 中篇?) de Buntarō Futagawa

- Avec Denjirō Ōkōchi dans le rôle de Tange Sazen :
  - 1928 : Les Procès d'Ooka I (新版大岡政談 第一篇, Shinpan Ōoka seidan: Daiichihen?) de Daisuke Itō[8]
  - 1928 : Les Procès d'Ooka II (新版大岡政談 第二篇, Shinpan Ōoka seidan: Dainihen?) de Daisuke Itō[9]
  - 1928 : Les Procès d'Ooka III (新版大岡政談 第三篇 解決篇, Shinpan Ōoka seidan: Kaiketsu hen?) de Daisuke Itō[10],[11]
  - 1933 : Tange Sazen I (丹下左膳 第一篇, Tange Sazen: Daiichihen?) de Daisuke Itō[12],[13]
  - 1934 : Tange Sazen II (丹下左膳 剣戟の巻, Tange Sazen: Kengeki no maki?) de Daisuke Itō[14],[15]
  - 1935 : Le Pot d'un million de ryō (丹下左膳余話 百萬両の壺, Tange Sazen yowa: Hyakuman ryō no tsubo?) de Sadao Yamanaka[16]
  - 1936 : Tange Sazen: Nikkō no maki (丹下左膳 日光の巻?) de Kunio Watanabe
  - 1937 : Tange Sazen: Aizō maken hen (丹下左膳 愛憎魔剣篇?) de Kunio Watanabe[17]
  - 1937 : Tange Sazen: Kanketsu hōkō (丹下左膳 完結咆吼篇?) de Kunio Watanabe[18]
  - 1938 : Shinpen Tange Sazen: Yōtō hen (新篇 丹下左膳 妖刀篇?) de Kunio Watanabe
  - 1939 : Sazen Tange, nouvelle édition (新篇 丹下左膳 隻手篇, Shinpen Tange Sazen: Hayate-hen?) de Satsuo Yamamoto
  - 1939 : Shinpen Tange Sazen: Sekigan no maki (新篇 丹下左膳 隻眼の巻?) de Nobuo Nakagawa
  - 1940 : Shinpen Tange Sazen: Koiguruma no maki (新篇 丹下左膳 恋車の巻?) de Ryō Hagiwara[19]
  - 1953 : Tange Sazen (丹下左膳?) de Masahiro Makino[20]
  - 1953 : Zoku Tange Sazen (続丹下左膳?) de Masahiro Makino[21]
  - 1954 : Le Panier du lichen (丹下左膳 こけ猿の壺, Tange Sazen: Kokezaru no tsubo?) de Kenji Misumi

- Avec Ryūnosuke Tsukigata dans le rôle de Tange Sazen :
  - 1936 : Tange Sazen: Kan'un hissatsu no maki (丹下左膳 乾雲必殺の巻 第一篇?) de Masahiro Makino
  - 1936 : Tange Sazen: Konryū jubaku no maki (丹下左膳 坤竜呪縛之巻?) de Masahiro Makino

- Avec Tsumasaburō Bandō dans le rôle de Tange Sazen :
  - 1952 : Tange Sazen (丹下左膳?) de Sadatsugu Matsuda

- Avec Michitarō Mizushima (ja) dans le rôle de Tange Sazen :
  - 1956 : Tange Sazen I (丹下左膳 乾雲の巻, Tange Sazen: Kan'un no maki?) de Masahiro Makino[22]
  - 1956 : Tange Sazen II (丹下左膳 坤龍の巻, Tange Sazen: Konryū no maki?) de Masahiro Makino[23]
  - 1956 : Tange Sazen III (丹下左膳 完結篇, Tange Sazen: Kanketsu hen?) de Masahiro Makino[24]

- Avec Ryūtarō Ōtomo dans le rôle de Tange Sazen :
  - 1958 : Tange Sazen (丹下左膳?) de Sadatsugu Matsuda
  - 1959 : Tange Sazen: Dotō-hen (丹下左膳 怒濤篇?) de Sadatsugu Matsuda[25]
  - 1960 : The Mysterious Sword ou The Magic Sword (丹下左膳 妖刀濡れ燕, Tange Sazen: Yōtō nure tsubame?) de Sadatsugu Matsuda[26]
  - 1961 : Tange Sazen: Nuretsubame ittōryū (丹下左膳 濡れ燕一刀流?) de Sadatsugu Matsuda
  - 1962 : Tange Sazen: Kan'unkonryū no maki (丹下左膳 乾雲坤竜の巻?) de Tai Katō

- Avec Tetsurō Tanba dans le rôle de Tange Sazen :
  - 1963 : Tange Sazen: Zankoku no kawa (丹下左膳?) de Seiichirō Uchikawa (ja)[27]

- Avec Kinnosuke Nakamura dans le rôle de Tange Sazen :
  - 1966 : Samouraï sans honneur (丹下左膳: 飛燕居合斬り, Tange Sazen: Hien iaigiri?) de Hideo Gosha[28]

- Avec Etsushi Toyokawa dans le rôle de Tange Sazen :
  - 2004 : Tange Sazen: Hyakuman ryō no tsubo (丹下左膳 百万両の壺?) de Toshio Tsuda[29]

## À la télévision
- Avec Takeya Nakamura (ja) dans le rôle de Tange Sazen :
  - 1965-1966 : Tange Sazen (丹下左膳?)[30] (série télévisée - 26 épisodes)
- Avec Eitarō Matsuyama (ja) dans le rôle de Tange Sazen :
  - 1967-1968 : Tange Sazen (丹下左膳?)[31] (série télévisée - 26 épisodes)
- Avec Kōji Takahashi dans le rôle de Tange Sazen :
  - 1974 : Tange Sazen (丹下左膳?)[32] (série télévisée - 15 épisodes)
- Avec Tatsuya Nakadai dans le rôle de Tange Sazen :
  - 1982 : Tange Sazen ken-fū! Hyaku man ryō no tsubo (丹下左膳 剣風!百万両の壺?) de Hideo Gosha (téléfilm)
- Avec Nakamura Shidō II dans le rôle de Tange Sazen :
  - 2004 : Tange Sazen (丹下左膳?) de Katsuhide Motoki[33] (téléfilm)

## Manga
- Le personnage de Kiyomasa Senji dans le manga Deadman Wonderland évoque sa ressemblance avec Tange Sazen à la suite de la perte de son bras droit et d'un œil[34].